# Cantone di Cotacachi
Il cantone di Cotacachi è un cantone dell'Ecuador che si trova nella provincia dell'Imbabura.
Il capoluogo del cantone è Cotacachi.